# لیودمیلا کروخینا
لیودمیلا کروخینا (روسی: Людмила Васильевна Крохина؛ زادهٔ ۱۰ ژانویهٔ ۱۹۵۴) قایقران روئینگ اهل روسیه است.